# Orde van de Rode Adelaar
De Orde van de Rode Adelaar (Duits: Roter-Adler-Orden) werd op 17 november 1705 door markgraaf George Willem van Brandenburg-Bayreuth (1678-1726) gesticht als "Ordre de la Sincérité". De orde werd later een Pruisische orde, de laatste verlening vond in 1940 in Huis Doorn plaats door keizer Wilhelm II van Duitsland.

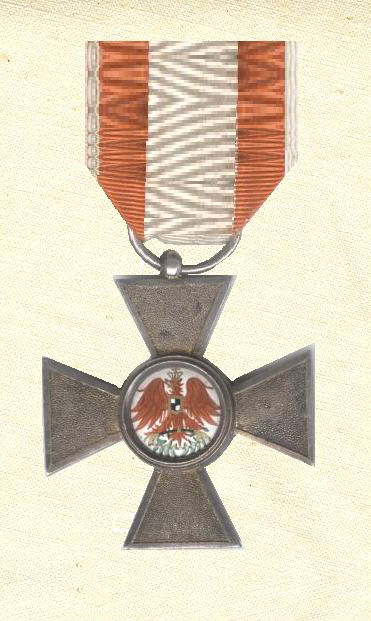
Orde van de Rode Adelaar IVe klasse. In het kruis is het Pruisische Algemeen Ereteken te herkennen. Particuliere verzameling Groningen.

## Geschiedenis van de orde van de Rode Adelaar

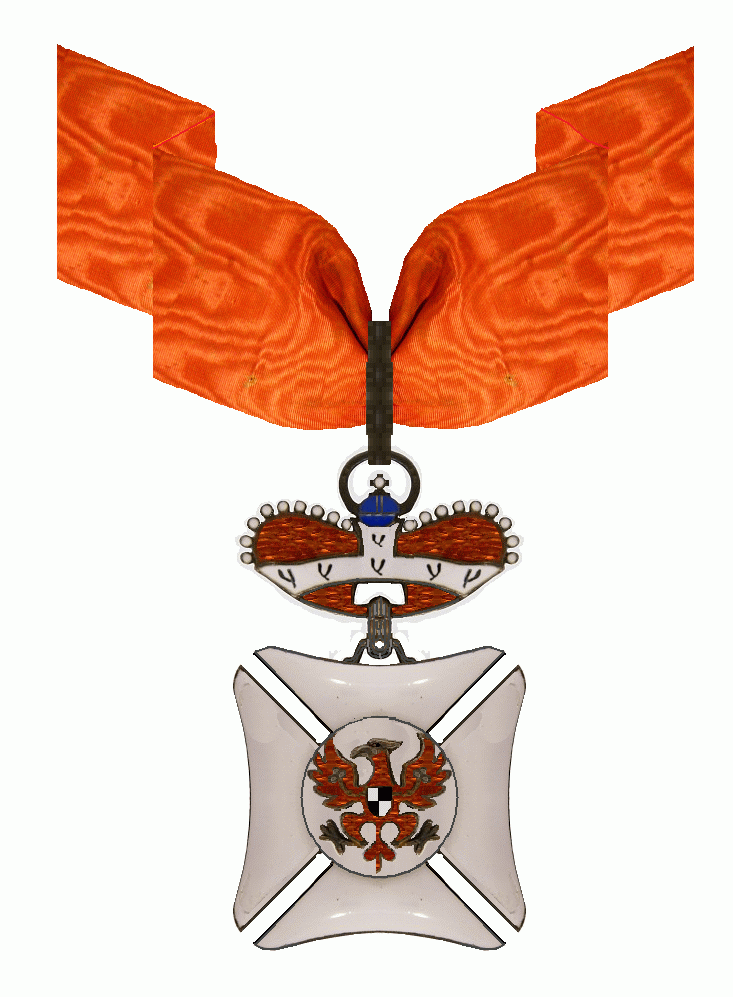
Kruis, een kopie uit de late 19e eeuw

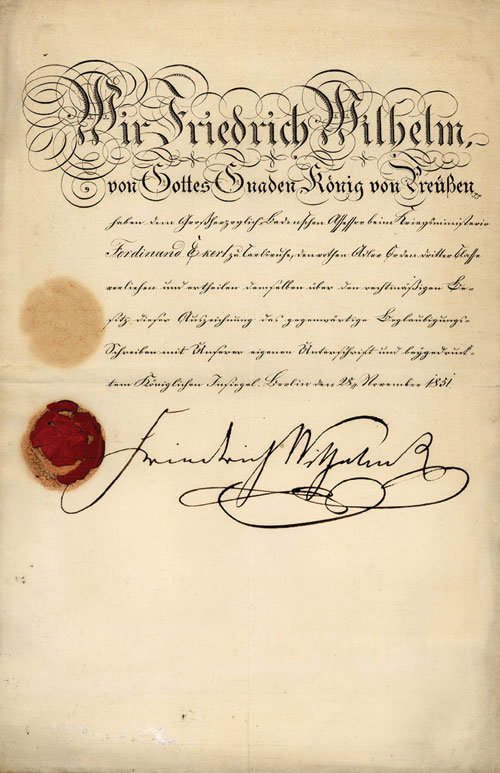
Een diploma van de ridderorde van de Rode Adelaar getekend door de Pruisische koning Frederik Willem IV.

Na een enthousiast begin leidde de orde tijdens de regeringen van Georg Wilhelms opvolgers een kwijnend bestaan. Er werden weinig nieuwe ridders benoemd. In 1734 werd de, inmiddels bijna vergeten, ridderorde omgedoopt tot "Hochfürstlicher Brandenburgischer Roter-Adler-Orden". De laatste markgraaf van Brandenburg-Ansbach en Bayreuth, Karel Alexander (1736-1806), gaf de orde in 1776 nieuwe statuten en de naam "Hoogvorstelijke Brandenburgse Rode Adelaarsorde" (Duits: "Hochfürstlicher Brandenburgischer Roter-Adler-Orde"). Nadat de markgraaf in 1791 aftrad en zijn land vrijwillig aan Pruisen overdroeg, ging ook de orde over naar Pruisen. Op 12 juni 1792 verhief Frederik Willem II van Pruisen de orde tot de op een na hoogste Pruisische ridderorde, in rang volgend op de Hoge Orde van de Zwarte Adelaar.
In 1810 kreeg de alleen uit ridders bestaande orde een 2e en 3e klasse. In 1830 kwam daar de vierde klasse bij, het vroegere Algemeen Ereteken Ie Klasse. Na 1832 werd de orde ook voor niet-adellijke leden opengesteld. De Orde van de Rode Adelaar kende geen vrouwelijke leden.
Na Pruisisch geweest te zijn werd Bayreuth in 1815 Beiers grondgebied en dat is deze protestantse stad ook gebleven. De Orde staat daarom ook in het artikel Lijst van Historische Orden van Beieren en in de categorie Beierse Orden.

## De vier klassen en het grootkruis van 1861
- Grootkruis (een bijzonder grootkruis met een keten)
- Eerste Klasse (vergelijkbaar met een grootkruis)
- Tweede Klasse (vergelijkbaar met een grootofficier)
- Derde Klasse (vergelijkbaar met een commandeur)
- Vierde Klasse (vergelijkbaar met een ridder)

## Versierselen
De versierselen waren sinds 1810 een naar boven breder wordend kruis pattée. Het centrale medaillon toont de rode Brandenburgse heraldische adelaar met een groene krans van olijfbladeren in de klauwen. Op de keerzijde is het koninklijke monogram "FW" onder de Pruisische koningskroon afgebeeld.

### Grootkruis
Het op 18 oktober 1861 in Koningsbergen ingestelde grootkruis droeg rode gekroonde adelaars in de hoeken van een groot witgeëmailleerd Maltezer kruis. Het medaillon toonde het monogram "WR" (Wilhelminus Rex) en het motto van de orde, Sincere et constanter ("eerlijk en standvastig"). Op de achterzijde staat de datum waarop het grootkruis werd ingesteld: 18 oktober 1861.
Het grootkruis werd boven de Eerste Klasse, die op de keper beschouwd ook al een grootkruis was, gesteld. Nu kon men de orde met en zonder keten verlenen. In de standsbewuste 19e eeuw was het verlenen van de juiste graad van een ridderorde een belangrijke zaak voor de protocolchefs van de ministeries en hofhoudingen. Nu kon men veldmaarschalken en koninklijke prinsen een grootkruis verlenen en de generaals en minister de Eerste Klasse zonder iemand te kort te doen.
Het nieuwe grootkruis werd aan een zware gouden keten of op de heup aan een breed lint over de linkerschouder gedragen. De ster was van verguld zilver.
De daarbij behorende gouden ster droeg een medaillon met daarop de rode adelaar met op de borst een wapenschild. Het blauwe schild bevat de scepter van de aartskamerheer, een erfelijke titel van de Hohenzollern. Rond het medaillon is een blauwe ring waarop in gouden letters het motto van de orde aangebracht.
De grootkruisen in deze orde droegen, wanneer zij ook de Hoge orde van de Zwarte Adelaar bezaten, of een ander grootlint droegen, het grootkruis van de orde van de Rode Adelaar aan een lint om de hals.
De keten werd ook op afbeeldingen van een wapenschild om het schild gehangen.

### Eerste klasse
De eerste klasse draagt een zilveren ster. De adelaar draagt hier het zwart-witte Hohenzollernwapen op de borst. Ook dit kruis werd vaak aan een lint om de hals gedragen zoals afgebeeld in het portret van de Belgische prins Leopold.

### Tweede klasse
De tweede klasse droeg een kruis van de orde aan een lint om de hals. De tweede klasse droeg ook een vierkant zilveren schild (een "plaque") op de linkerborst. De adelaar draagt ook hier het Hohenzollernwapen en de band met het motto van de orde is wit.

### Derde klasse
De derde klasse droeg een kruis van de orde aan een lint op de linkerborst. De bekende jachtvlieger Manfred von Richthofen was een van de dragers van het kruis met zwaarden en kroon.

### Vierde klasse
De vierde klasse droeg een zilveren kruis van de orde met een geëmailleerd medaillon aan een lint op de linkerborst.
Het kruis verving het oudere Algemeen Ereteken der Ie Klasse. Het oorspronkelijke zilveren kruis werd op 1 januari 1830 opgeheven en de Orde van de Rode Adelaar kreeg een IVe Klasse. In het zilveren versiersel van de IVe Klase is het oude Algemene Ereteken nog te herkennen.
Het lint van de orde was wit met twee oranje strepen. Voor verdienste in tijden van oorlog was er een bijzonder zwart-wit lint beschikbaar. Koning Frederik Willem IV van Pruisen wilde geen kruisen, het symbool van zijn geloof, aan niet-christenen verlenen. Hoewel daar van veel zijden bezwaar tegen werd gemaakt stond hij er op dat Joodse onderdanen en andere niet-christenen een zilveren stervormig ridderinsigne kregen uitgereikt. Bij de familie Rothschild zette dit zoveel kwaad bloed dat zij kantoren openden in Wenen, Londen en Parijs maar beslist niet in Berlijn.

## Grootkruisen in de Orde van de Rode Adelaar

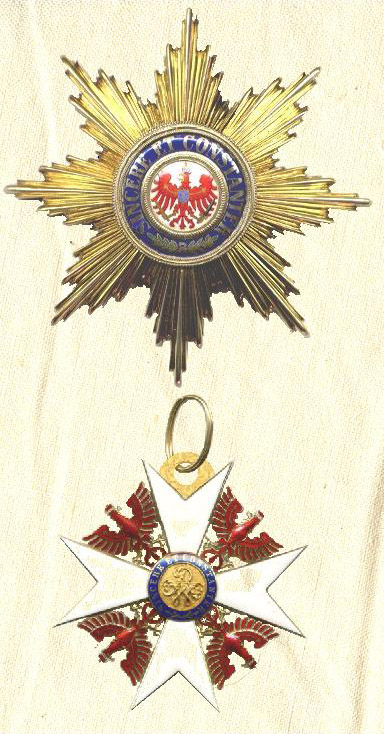
Het grootkruis en de gouden ster van de Orde van de Rode Adelaar. Particuliere verzameling Groningen.

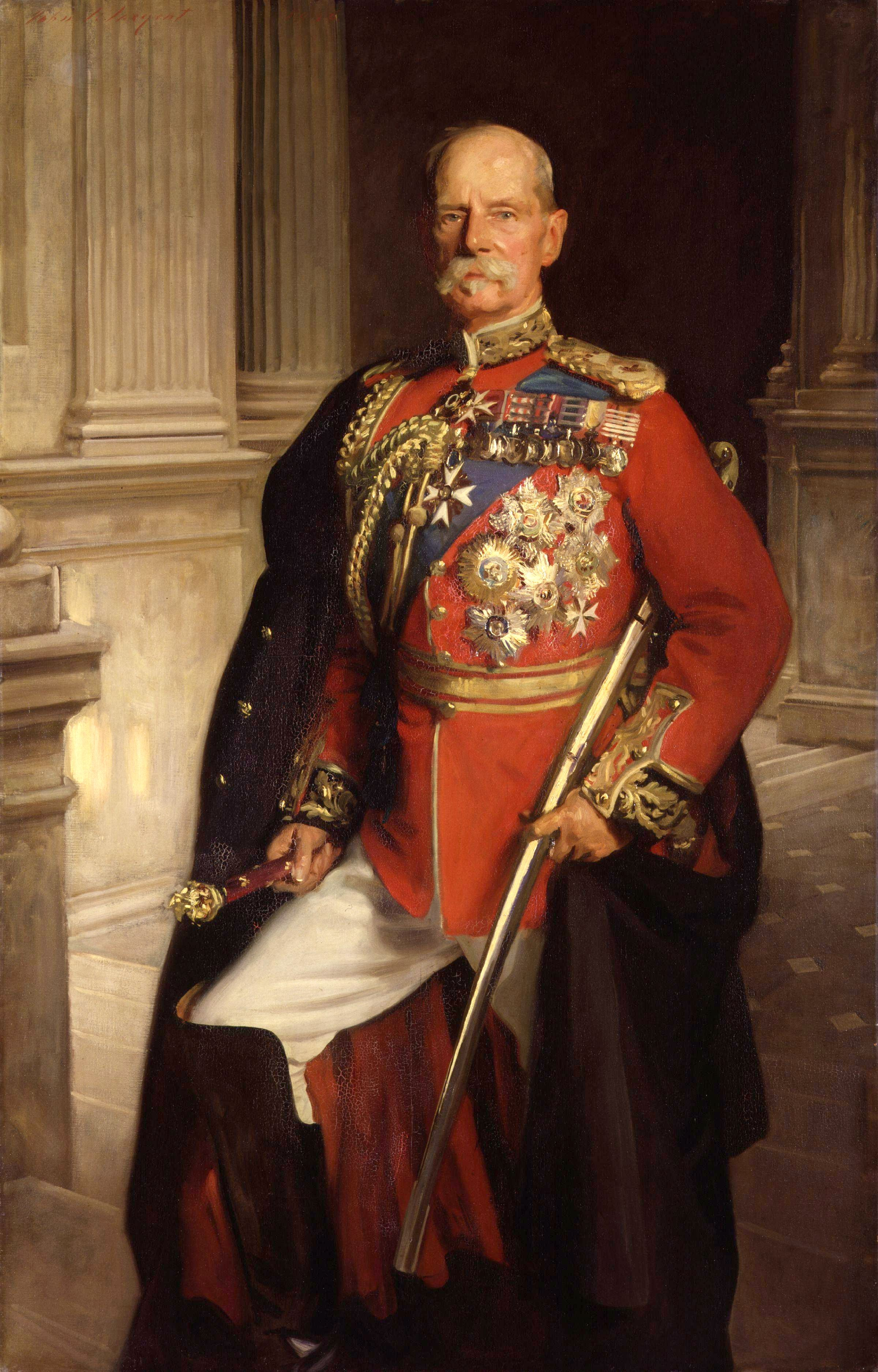
De Britse Veldmaarschalk Lord Roberts draagt het het kruis der Ie Klasse om de hals en de ster op de borst.

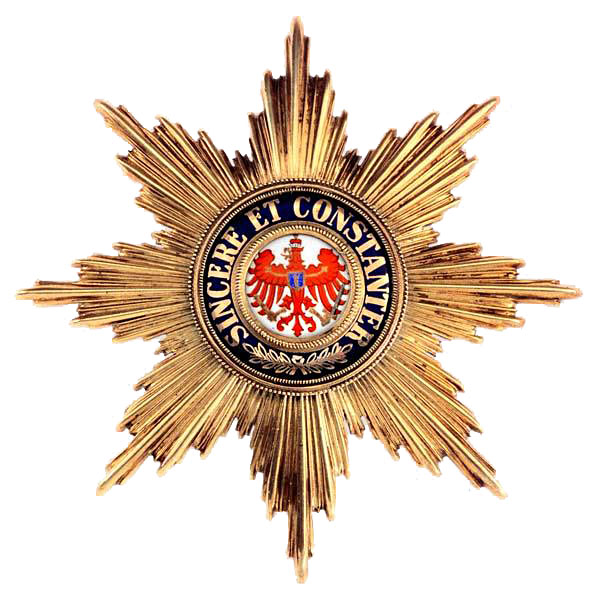
Ster van de Grootkruisen

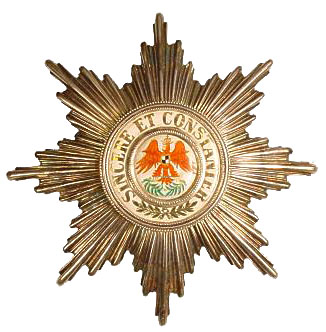
Ster der Ie Klasse

De grootkruisen in de Orde van de Rode Adelaar waren bestemd voor de meest verdienstelijke Duitse diplomaten, bestuurders en militairen. Voor verdiensten in de economie, de wetenschap en andere maatschappelijke velden werd vooral voor benoemingen in de Kroonorde gekozen. De Duitse keizer en koning van Pruisen hadden de beschikking over het Grootkruis dat met en zonder de Keten kon worden toegekend. Verder waren er voor onderscheidingen op dit hoge politieke en militaire niveau de Orde van de Zwarte Adelaar, De Wilhelm-Orde, de Huisorde van Hohenzollern met zijn kruisen en adelaars voor kunstenaars en theologen en in bijzondere gevallen de beroemde Hohenzollernketen. Na 1900 was ook de door Wilhelm II ingestelde Orde van Verdienste van de Pruisische Kroon beschikbaar. In een maatschappij waarin de politieke en militaire top geregeld een onderscheiding verwachtte en buitenlanders bij officiële gelegenheden zoals in Berlijn gehouden congressen zelfs om decoraties vroegen moest de Duitse regering beschikken over een fijn afgestemd decoratiebeleid met mogelijkheden om de gedecoreerde precies op waarde te schatten.
- Keizerin Augusta (1811–1890), echtgenote van keizer Wilhelm I

Een bijzondere benoeming. Pruisen onderscheidde in de 19e eeuw dames alleen met damesorden zoals de Louisen-Orde.
- Generaal-veldmaarschalk Albrecht Theodore Emil, Graf von Roon (1803–1879) Eerder ridder der IIIe Klasse. Hij ontving het grootkruis rond 1866 na de Slag bij Nikolsburg samen met de Orde van de Zwarte Adelaar.
- Otto Theodor Freiherr von Manteuffel (1805–1882), Deze Pruisische eerste minister en minister van Binnenlandse Zaken ontving van een dankbare Frederik Willem IV in 1848 een bijzonder vormgegeven grootkruis met "scepter en kroon".
- Grootadmiraal Prins Heinrich van Pruisen, tweede zoon van Frederik III en jongere broer van Wilhelm II. Hij ontving het Grootkruis samen met de Orde van de Zwarte Adelaar.
- Keizerin Augusta Victoria (1858–1921), keizerin van Duitsland en koningin van Pruisen, echtgenote van Wilhelm II. Zij ontving het grootkruis samen met de Orde van de Zwarte Adelaar.
- Otto von Bismark (1815–1898), de rijkskanselier ontving het grootkruis samen met de Orde van de Zwarte Adelaar.
- Luitenant-generaal en luchtvaartpionier Ferdinand graf von Zeppelin (1838–1917)
- Generaal-veldmaarschalk (later rijkspresident) Paul von Hindenburg (1847–1934) droeg een grootkruis en ster met Eikenblad en Zwaarden.
- Admiraal Gustav von Senden-Bibran (1847–1909) droeg een grootkruis en ster met Eikenblad en Zwaarden
- Generaal-veldmaarschalk Helmuth Karl Bernhard von Moltke, (1800–1891), de "Alte Moltke", chef van de Generale Staf
- Kroonprins Wilhelm van Pruisen werd al op zijn tiende verjaardag in 1892 onderscheiden.
- Prins Eitel Frederik van Pruisen (1883–1942), tweede zoon van Wilhelm II ontving het grootkruis samen met de Orde van de Zwarte Adelaar.
- Prins Adalbert van Pruisen (1884–1948), derde zoon van Wilhelm II ontving het grootkruis samen met de Orde van de Zwarte Adelaar.
- Prins August Wilhelm van Pruisen (1887–1949), vierde zoon van Wilhelm II ontving het grootkruis samen met de Orde van de Zwarte Adelaar.
- Prins Oscar van Pruisen (1888–1958), vijfde zoon van Wilhelm II ontving het grootkruis samen met de Orde van de Zwarte Adelaar.
- Bernhard von Bülow, minister van Buitenlandse Zaken van het Duitse Rijk ontving de Orde op 6 januari 1905 "voor het bevorderen van de Duitse relaties met China".
- Prins Joachim van Pruisen (1890–1920), zesde zoon van Wilhelm II ontving het grootkruis samen met de Orde van de Zwarte Adelaar.
- Dr. Karl Heinrich v. Schönstedt, Pruisisch minister van Justitie ontving het Grootkruis ter gelegenheid van de verjaardag van Wilhelm II op 27 januari 1900.
- Ernst von Hammerstein-Loxten (1827–1914), Pruisisch minister van Landbouw ontving het Grootkruis ter gelegenheid van de verjaardag van Wilhelm II op 27 januari 1900.
- Prins Friedrich Sigismund van Pruisen (1891–1927), deze neef van de Duitse keizer droeg het grootkruis met kroon. Hij ontving het grootkruis eerder al samen met de Orde van de Zwarte Adelaar.
- Paul von Breitenbach (1850–1930), deze Duitse politicus ontving het grootkruis in 1913 samen met de Orde van de Zwarte Adelaar.
- Grootadmiraal Alfred von Tirpitz (1849–1930) droeg een grootkruis met gouden kroon. Hij ontving het grootkruis samen met de Orde van de Zwarte Adelaar.
- Korvettenkapitän Gerhard Stubenrauch (b. 1880) – Eerder ridder der IVe Klasse [bron?], Stubenrauch was de commandant van de Marineluchtvaartdienst in de Eerste Wereldoorlog.

Geëerde buitenlanders en niet-Pruisen
- George IV van het Verenigd Koninkrijk, werd op 6 september 1814 na de overwinning op Napoleon in de orde opgenomen
- Willem IV van het Verenigd Koninkrijk, werd op 6 september 1814 na de overwinning op Napoleon in de orde opgenomen
- Prins Charles Maurice de Talleyrand-Périgord. De Franse staatsman werd onderscheiden in de periode dat Frankrijk en Pruisen samen tegen Rusland streden.
- Vorst Klemens Wenzel Nepomuk Lothar Fürst von Metternich-Winneburg-Ochsenhausen zu Beilstein. De aartsconservatieve Oostenrijkse staatsman was van 1809 tot 1848 minister van Buitenlandse Zaken van Oostenrijk.
- Prins Andreas Razoemovski (1752–1836), een staatsraad aan het Russische Hof
- Graaf Gustav Ernst von Stackelberg, een staatsraad aan het Russische Hof
- Baron Jean-Pierre de Chambrier d'Oleyres, Zwitsers diplomaat
- Karl Graaf Nesselrode (1780–1862), een staatsraad aan het Russische Hof
- Prins Alfred van Saksen-Coburg en Gotha, hertog van Edinburgh, later regerend hertog van Saksen-Coburg-Gotha (1844–1900). Hij was een zoon van koningin Victoria en werd op 7 mei 1864 in de orde opgenomen.
- Tsaar Alexander III van Rusland (1845–1894)
- Eduard VII van het Verenigd Koninkrijk (1841–1910), onderscheiden op 17 januari 1861
- Prins Arthur van Connaught en Strathearn (1850–1942, onderscheiden in 1873
- Prins Leopold van Albany (1853–1884) onderscheiden op 3/31/1879
- Prins Arthur van Connaught (1883–1938) onderscheiden op 1/13/1883
- Nikolay Karlovich Giers (1820–1895), Hij ontving het grootkruis samen met de Orde van de Zwarte Adelaar op 23 juli 1888
- Prins Alfred van Edinburgh (1874–1899), onderscheiden in juni 1889
- Koning George V van het Verenigd Koninkrijk (1865–1936) onderscheiden op 7/3/1890
- Alexander, Duke of Fife (1849–1912), onderscheiden in 1892
- Luitenant-generaal Constantin von Alvensleben (1809–1892), onderscheiden in 1892, Hij ontving het grootkruis samen met de Orde van de Zwarte Adelaar.
- Veldmaarschalk aartshertog Frederik van Oostenrijk, hertog van Teschen, keizerlijk prins van Oostenrijk en Hongarije (1856–1936) onderscheiden in 1895
- Porfirio Díaz, president van Mexico (1876–1880, 1884–1911)
- Adolphus first Marquess of Cambridge (eerder prins Adolphus hertog van Teck) (1868–1927), onderscheiden in 1903
- Koning Haakon VII van Noorwegen (1872–1957), onderscheiden op 5/27/1907
- Hon. luitenant-generaal Mahbub Ali Khan, die regeerde als Asaf Jah VI - Nizam van Hyderabad, onderscheiden in 1911
- Koning Albert I van België (1875–1934)
- Luitenant-generaal Rt. Hon Charles William Stewart, derde markies van Londonderry
- Generaal-majoor graaf Carl Löwenhielm
- Keizer Frans Jozef I van Oostenrijk, ook apostolisch koning van Hongarije (1830–1916)
- Kanselier Bernhard von Bülow van het Duitse Keizerrijk
- Christoph Karl von Bülow
- Johann Albrecht von Bülow
- Veldmaarschalk Karl von Bülow
- Ernst Lodewijk, groothertog van Hessen en bij Rijn (1868–1937), kleinzoon van koningin Victoria, echtgenote van Victoria Melita van Edinburgh, en neef van keizer Wilhelm II.
- Generaal der Infanterie Friedrich Bertram Sixt von Armin (1851–1936), hij ontving het grootkruis samen met de Orde van de Zwarte Adelaar in 1917
- Prins Leopold van Beieren (1846–1930); grootkruis met Zwaarden. Hij ontving het grootkruis eerder samen met de Orde van de Zwarte Adelaar.
- Prins Frans Maria Luitpold van Beieren (1875–1957); hij ontving het grootkruis samen met de Orde van de Zwarte Adelaar.
- Naser al-Din Shah Qajar (1831–1896), sjah van Perzië (1848–1896)
- Mozaffar al-Din Shah Qajar (1853–1907), sjah van Perzië (1896–1907)
- Pavlo Skoropadskyi, hetman van Oekraïne onderscheiden in 1918
- Marcos Antônio de Araújo, burggraaf van Itajubá, ambassadeur van keizer Dom Pedro II in Hannover en Berlijn.

## Eerste Klasse in de Orde van de Rode Adelaar 1861–1918

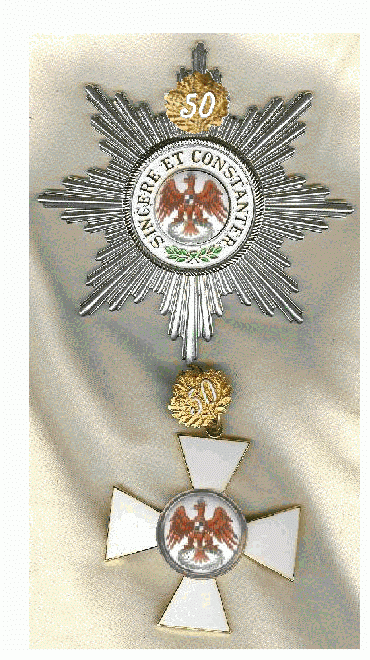
Kruis en ster der Eerste Klasse met het jubileumsgetal "50". Particuliere verzameling Groningen.

- Wilhelm Freiherr v. Humboldt (1767–1835), de beroemde Pruisische geleerde
- Prins Karl August von Hardenberg (1750–1822), Pruisisch kanselier van 1804 tot 1806, in 1807 en van 1810 tot 1822.
- Ernst von Pfuel - Pruisisch kanselier werd in 1827 onderscheiden met de IIIe Klasse. In 1830 heeft hij het Kruis IIe Klasse met Eikenblad ontvangen. In 1831 werd hem ook de ster van de Orde van de Rode Adelaar uitgereikt. Hij ontving de Ie Klasse met Eikenloof in 1836, een ster en kruis der Ie Klasse met diamanten in 1842 en werd in 1844 in de Hoge Orde van de Zwarte Adelaar opgenomen.
- Ludwig von Massow, droeg de Ie Klasse met eikenbladeren.
- Groothertog Lodewijk III van Hessen-Darmstadt (1806–1877), drager van de Ie Klasse met de Zwaarden
- Grootadmiraal Alfred von Tirpitz, drager van de Eerste Klasse met eikenbladeren, 27 januari 1900[2]
- Dr. Heinrich Konrad Studt, ridder met de Zwaarden, later als ridder in de Orde van de Zwarte Adelaar grootkruis met zwaarden aan de ring en eikenloof
- Graaf Bolko von Hochberg ontving de Ie Klasse ter gelegenheid van de verjaardag van Wilhelm II op 27 januari 1900
- Luitenant-generaal Viktor Adolph Theophil von Podbielski (1844–1916), Deze huzaar werd Pruisisch minister van Landbouw en later van Posterijen. Hij was ook president van het Duits Olympisch Comité en ontving de Ie Klasse op 27 januari 1902.
- Baron Hermann Speck von Sternburg, Pruisisch consul in Calcutta, later ambassadeur in de Verenigde Staten ontving de Ie Klasse op 5 januari 1903.
- De schilder Anton von Werner (1843–1914), ontving de Ie Klasse bij bevordering in 1912
- Generaal-kolonel Felix Graf von Bothmer (1852–1937), ontving de Ie Klasse op 17 januari 1914
- Luitenant-generaal Philipp von Hellingrath (1862–1939), ontving de Ie Klasse met Zwaarden in 1918. Sinds 7 juni 1914 had hij de IIe Klasse al gedragen. )

### Geëerde buitenlanders

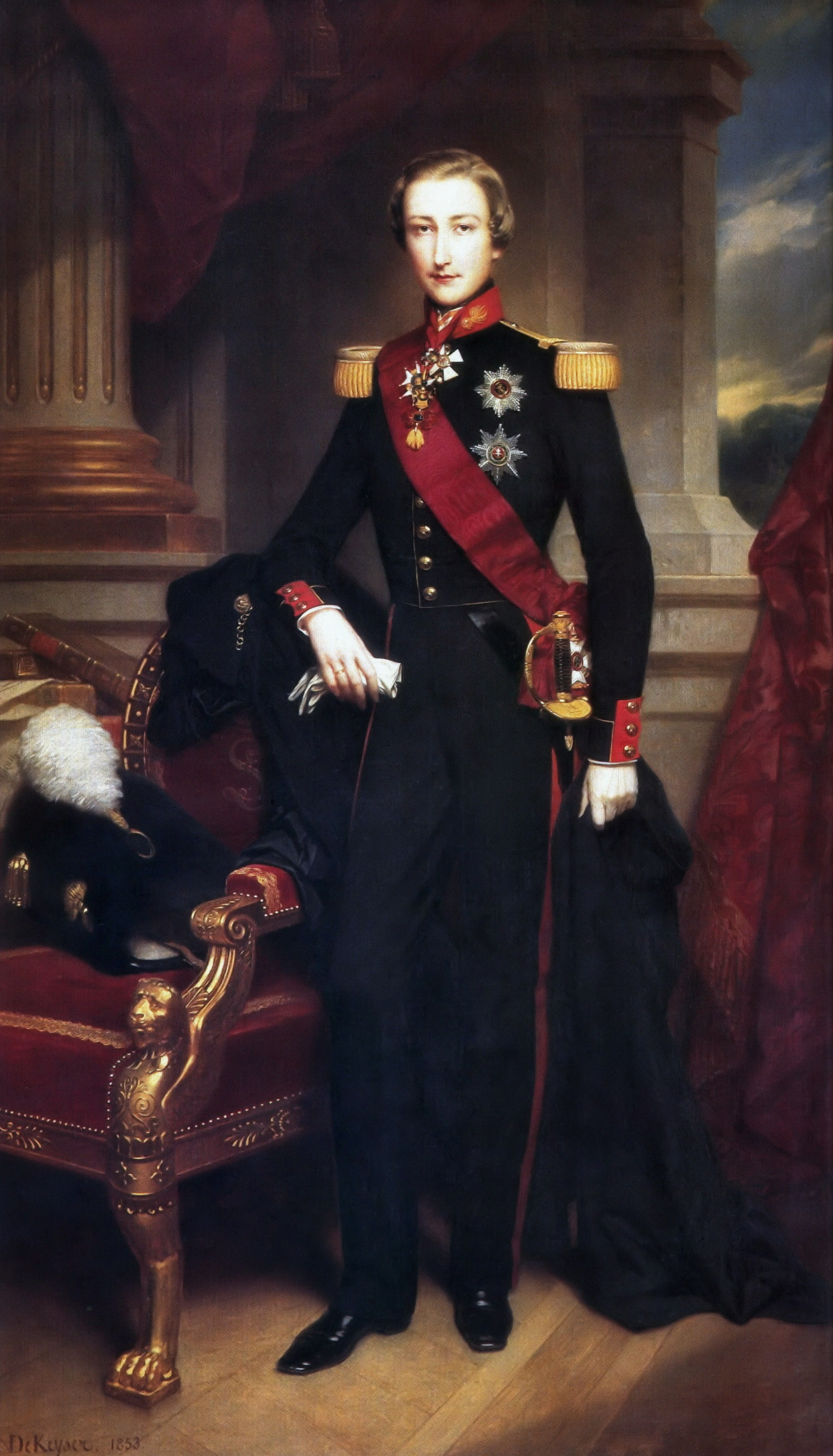
Leopold van België, hertog van Brabant, droeg zijn Kruis van de Eerste Klasse om de hals.

De Eerste Klasse werd vaak aan hoge bestuurders en militairen van bevriende staten toegekend. Niet iedereen kwam in aanmerking voor de hoge Orde van de Zwarte Adelaar al was het decoratiebeleid van Wilhelm II grillig. De keizer en koning verleende zijn orden zonder daarover met zijn ministerraad te overleggen en de volgzame ministers gingen met de benoemingen van hun keizerlijke heer steeds akkoord. Tijdens zijn vele buitenlandse reizen verleende de Pruisische koning honderden onderscheidingen. Men was ook om een praktische reden spaarzaam met de Orde van de Zwarte Adelaar; de versierselen van de Eerste Klase van de Orde van de Rode Adelaar waren veel minder kostbaar dan die van de Zwarte Adelaar en aan deze graad was geen keten verbonden. De onderscheiding met de Eerste Klase liet ook de mogelijkheid van bevordering, bijvoorbeeld met de Kroonorde (Pruisen) en na 1900 met de Orde van Verdienste van de Pruisische Kroon open. Het was geen wet van Meden en Perzen dat een van deze orden binnen het protocol hoger was dan de andere. Na de instelling van de Kroonorde in 1861 nam het aantal benoeming in de Orde van de Rode Adelaar duidelijk af.
- Prins Charles Maurice de Talleyrand-Périgord, de Franse minister van Buitenlandse Zaken die al voor 1807 zowel de Orde van de Zwarte Adelaar als de Orde van de Rode Adelaar ontving.
- Prins Alexander Borisovich Kourakin, de Russische gezant ontving voor 1807 zowel de Orde van de Zwarte Adelaar als de Orde van de Rode Adelaar
- Prins Leopold van België, de latere Leopold II, hertog van Brabant
- Graaf Maximilian von Lerchenfeld-Koefering, koninklijk Beiers kamerheer en later ambassadeur in de Verenigde Staten werd voor 1845 onderscheiden
- Lieutenant General Pierre-Dominique Bazaine (1786–1838), Frans wiskundige en ingenieur in Russische dienst.
- Ali Pasja, heer van Tepelen en van Yannina. De Turkse minister van Buitenlandse Zaken ontving de Ie Klasse in de voor niet-christenen voorgeschreven vorm in 1851
- Kemal Effendi, Turks ambassadeur in Berlijn ontving de Ie Klasse in de voor niet-christenen voorgeschreven vorm op 2 juli 1857
- Prins Mass'oud Mirza Zell-e Soltan (1850–1918),een zoon van Naser al-Din, sjah van Perzië.
- Generaal Dighton Probyn (1833–1924), VC, GCB, een Brits hoveling.
- Generaal Thomas Kelly-Kenny (1840–1914)
- Sultan Sayyid ‘Ali II bin Hamud (1884 - 1918), sultan van Zanzibar in 1905[3]
- Viceadmiraal Abraham George Ellis (1846-1916), Nederlandse marineofficier en minister van Marine

## Tweede Klasse of Grootofficier

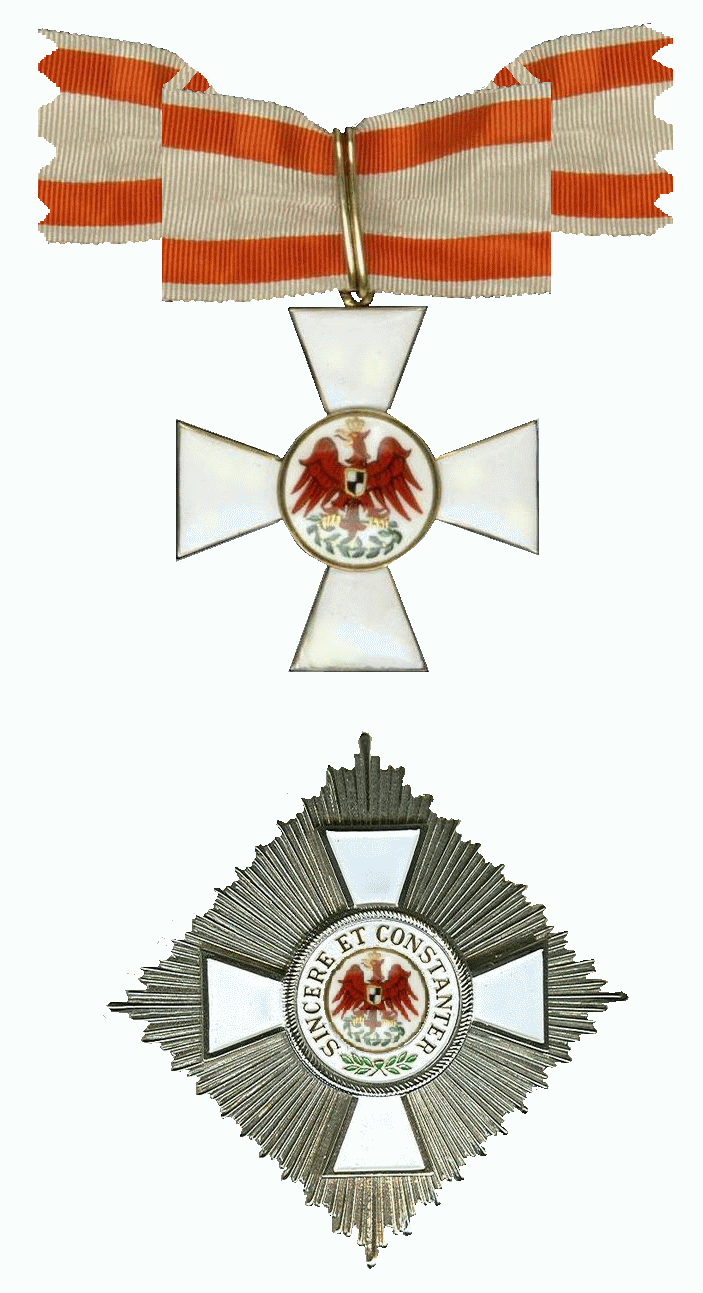
Kruis en plaque der IIe Klasse. Particuliere Collectie, Groningen

- Mayer Carl Freiherr von Rothschild (1820–1886), King's Court-Banker for Frankfurt, ontving de Ie Klasse in de voor niet-christenen voorgeschreven vorm op 14 augustus 1857
- Dr. Albert Sigismund Jaspis (1809–1885), generalsuperintendant van Pommeren met standplaats in Stettin, IIe Klasse met Strik op 1/18/1863
- Anton von Werner (1871–1914), hofschilder aan het Pruisische Hof ontving de IIe Klasse op 20 januari 1895 en de ster op 30 mei 1902
- Johann Heinrich Freiherr von Bernstorff (1862–1939), ambassadeur in de Verenigde Staten ontving de IIe Klasse op 24 december 1909
- Generaal der Infanterie Otto von Below (1857–1944) ontving de IIe Klasse met Zwaarden en Eikenloof al voor 1914
- Generaal der Infanterie Karl Ritter von Fasbender van het Koninklijk Beierse leger (1852–1933) droeg de IIe Klasse met Kroon en ster.
- Generaal der Infanterie Paul Ritter von Kuenßl van het Koninklijk Beierse Leger (1862–1928) werd met de IVe Klasse gedecoreerd en op 12 juni 1915 bevorderd tot de IIe Klasse met Zwaarden.
- Luitenant-generaal Nikolaus Ritter von Endres van het Koninklijk Beierse Leger (1862–1938) werd met de IIIe Klasse met de Zwaarden gedecoreerd en op 24 augustus 1917 bevorderd tot de IIe Klasse met Zwaarden.
- Generaal der Cavalerie Ludwig Freiherr von Gebsattel van het Koninklijk Beierse Leger (1857–1930) werd met de IIIe Klasse met de Kroon gedecoreerd en bevorderd tot de IIe Klasse met Ster.
- Generaal der Cavalerie Otto von Stetten van het Koninklijk Beierse Leger (1862–1937)
- Generaal der Artillerie Hermann freiherr von Stein (1859–1928) werd met de IIIe Klasse gedecoreerd en op 20 januari 1917 bevorderd tot de IIe Klasse met Zwaarden en Ster.
- Luitenant-generaal Ludwig Ritter von Tutschek van het Koninklijk Beierse Leger (1864–1937) werd met de IVe Klasse gedecoreerd en op 3 februari 1917 bevorderd tot de IIe Klasse met Zwaarden en Ster.
- Generaal der Infanterie Hermann von Kuhl (1858–1956) werd op 15 januari 1916 met de IIe Klasse met Eikenbladeren en Zwaarden gedecoreerd en op 12 januari 1918 bevorderd tot de IIe Klasse met Eikenbladeren, Zwaarden en Ster.
- Luitenant-generaal Wilhelm Gröner uit Württemberg (1867–1939) werd achtereenvolgens op 11 september 1907 met de IVe Klasse, op 17 september 1909 met de IVe Klasse met Kroon en op 19 juli 1913 met de IIIe Klasse gedecoreerd. Op 16 augustus 1917 werd hij bevorderd tot de IIe Klasse en op 15 juni 1918 ontving hij de IIe Klasse met Kroon, Zwaarden en Ster.
- Luitenant-generaal Constantin Wilhelm Albert Müller werd achtereenvolgens met de IIIe Klasse met Kroon en Zwaarden en op 23 oktober 1918 met de IIe Klasse met Eikenblad, Zwaarden en Ster onderscheiden.
- Vice-admiraal Franz von Hipper werd achtereenvolgens met de IVe Klasse met Kroon, de IIIe Klasse met strik op het lint, en na de Slag bij Jutland met de IIe Klasse gedecoreerd.
- Vice-admiraal en admiral à la suite Bernhard Otto Curt von Prittwitz und Gaffron (1849–1922)
- Baron Günther Heinrich von Berg (1765–1843) werd op 28 juni 1820 gedecoreerd.
- Franz von Rottenburg, een staatssecretaris en adviseur van Bismarck

### Geëerde buitenlanders
- Mustafa-ed-din Bey, Turks dragoman ontving de IIe Klasse in de voor niet-christenen voorgeschreven vorm op 14 september 1855
- Mohammed Essad Safvet-Effendi, Turks ondersecretaris van Buitenlandse Zaken ontving de IIe Klasse in de voor niet-christenen voorgeschreven vorm in 1855
- Admiraal John Jellicoe later de 1st earl Jellicoe of Great Britain (1859–1935) ontving als kapitein-ter-zee de IIe Klasse met Zwaarden voor zijn inzet in het neerslaan van de Bokseropstand in China.
- Frederick J.V. Skiff, conservator van het Field Museum in Chicago was een van de organisatoren van de Wereldtentoonstelling van 1900 in Parijs en de grote Saint Louis World's Fair in 1904 waaraan ook Duitsland deelnam. Hij kreeg op 12 januari 1906 het kruis van de IIe Klasse omgehangen.
- J.P. Morgan (1837–1913), de Amerikaanse bankier en filantroop zorgde ervoor dat een brief van Martin Luther aan keizer Karel V weer in Duitse bibliotheek kwam te liggen en ontving daarvoor als dank de IIe Klasse op 26 juni 1911.
- Nicholas Murray Butler, President van de Columbia University en in 1931 Nobelprijswinnaar voor de Vrede organiseerde een uitwisseling van Duitse en Amerikaanse hoogleraren.
- Professor Hugo Münsterberg, van de Harvard-universiteit doceerde enige tijd in Berlijn en werd op 23 augustus 1911 als IIe Klasse opgenomen in de Orde van de Rode Adelaar.
- James Speyer, Amerikaans bankier en president van de Firma Speyer & Company op 20 januari 1912.
- Pakoeboewono X van Soerakarta (1866–1939), de 10e soesoehoenan van Soerakarta droeg de IIe Klasse met de ster. Ten tijde van zijn benoeming werd de voor niet-christenen voorgeschreven vorm niet langer uitgereikt. Ook moslims ontvingen inmiddels het kruis van de Orde van de Rode Adelaar.
- Jean Anne Vening, Kapitein-ter-Zee, Koninklijke Marine, o.a. Ridder Militaire Willemsorde 4de Klasse, zoon van Mr C. Sleeswijk Vening, raadsheer in het Provinciaal Gerechtshof Friesland en kortstondig lid van de Tweede Kamer der Staten-Generaal.

## Derde Klasse of Commandeur

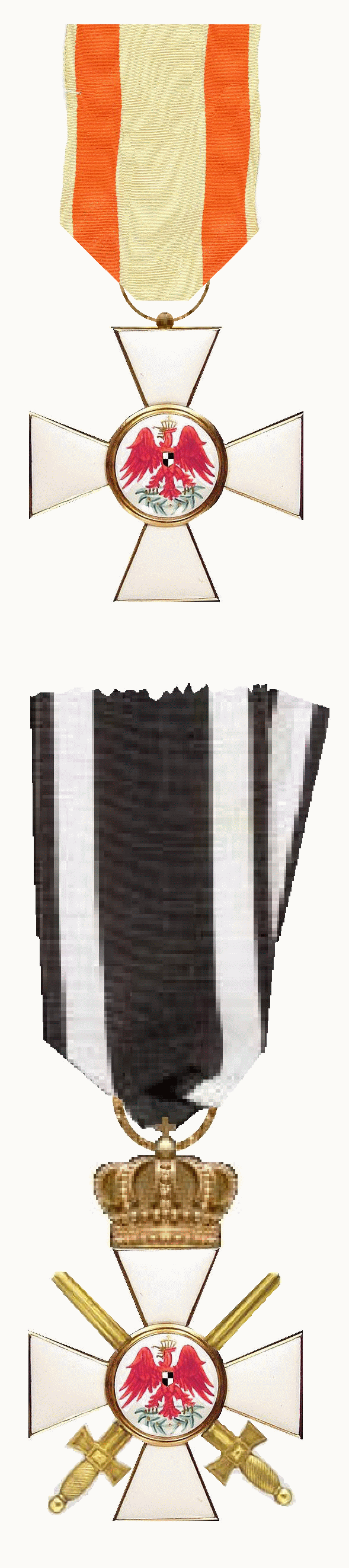
Het kruis der IIIe Klasse en een bijzondere onderscheiding: Het Kruis der IIIe Klasse met zwaarden en kroon aan het oorlogslint

De IIIe Klasse werd na 1866 nog maar weinig toegekend, meestal kozen de autoriteiten voor een onderscheiding met de Kroonorde. Wanneer de Orde van de Rode Adelaar werd verleend ging het vaak om militairen en ambtenaren. In oorlogstijd werd de orde met de zwaarden en aan het sinds de Napoleontische oorlogen traditionele zwart met witte lint voor oorlogstijd uitgereikt. Als bijzonder bewijs van de koninklijke gunst werd het kruis van de orde der IVe Klasse ook wel met een onbewegelijk aan het kruis verbonden Pruisische kroon uitgereikt. Dergelijke onderscheidingen zijn zeldzaam. De prinsen uit het Huis Hohenzollern konden wanneer zij bijzonder verdienstelijk waren op een kruis met kroon rekenen. Wanneer een niet-vorstelijk persoon deze eer te deel viel, was dat een opmerkelijk teken van de keizerlijke hoogachting en waardering. Bernhard Otto Curt von Prittwitz und Gaffron, een favoriet van zowel keizer Wilhelm II als van diens broer prins Hendrik van Pruisen was een van de weinige dragers van een Kruis der IIIe Klasse met Kroon en Schleiffe (strik).
Het aantal benoemingen in de IIIe Klasse is zeer groot. Militairen met de rang van kapitein tot luitenant-kolonel konden deze onderscheiding of de IIIe Klasse van de Kroonorde van Pruisen tijdens hun militaire loopbaan verwachten. De toekenning verliep min of meer als een automatisme. Alleen toegevoegde kronen, eikenloof en zwaarden gaven de onderscheiding die zo vaak werd verleend nog een bijzonder "onderscheidend" karakter. De IIIe Klasse van de onderscheiding werd aan het begin van de 19e eeuw veelvuldig aan lagere diplomaten, geslaagde kooplieden en hogere ambtenaren uitgereikt.
Kroon en zwaarden zijn bij de kruisen van deze klasse net als de kruisen van goud.
De meeste van de nu nog bekende dragers van de IIIe Klasse danken hun bekendheid aan hun latere loopbaan. Ze ontvingen de IIIe Klasse tijdens hun carrière en werden later vaak bevorderd tot een hogere graad in de Orde van de Rode Adelaar.
- Majoor (later Veldmaarschalk ) Albrecht von Roon (1803–1879) ontving de IIIe Klasse voor zijn bijdrage aan het onderdrukken van de democratische volksopstand in Baden in 1848.
- Kolonel Louis Lust, commandant van de Cadettenschool ontving op 19 december 1878 de IIIe Klasse bij bevordering zodat hij een strik op het lint mocht dragen.
- De ontdekkingsreiziger Hermann von Wissmann ontving de IIIe Klasse met de Zwaarden en de Kroon op 3 september 1894.
- Kolonel Friedrich von Scholl ontving de IIIe Klasse met de Zwaarden en de Kroon in 1895.
- Kapitein ter Zee der Ie Klasse Franke ontving de IIIe Klasse met de Zwaarden en de Kroon in 1904 voor zijn inzet in een koloniale oorlog in de Duitse kolonie Zuidwest-Afrika, het huidige Namibië.
- Kapitein ter Zee der Ie Klasse Pohl ontving de IIIe Klasse met de Zwaarden en de Kroon in 1905 voor zijn inzet in een koloniale conflict in de Zuidoost-Azië.
- Kolonel (later luitenant-generaal) Constantin Wilhelm Albert von Müller ontving de IIIe Klasse met de Zwaarden en de Kroon in 1905 voor zijn inzet in een koloniale oorlog in de Duitse kolonie Kameroen.
- Luitenant-kolonel von Estorff ontving de IIIe Klasse met de Zwaarden en de Kroon in 1905 voor zijn inzet in een koloniale oorlog in de Duitse kolonie Zuidwest-Afrika, het huidige Namibië.
- Kolonel Constantin von Falkenhayn, commandant van het Zuid-Badense Infanterie-Regiment Nr. 113 ontving de IIIe Klasse met de Zwaarden en de strik in juni 1913.
- Generaal der Artillerie Konrad Krafft von Dellmensingen van het Koninklijk Beierse Leger (1862–1953) ontving de IIIe Klasse met de Zwaarden nog voor het uitbreken van de Eerste Wereldoorlog.
- Generaal der Cavalerie Ludwig Freiherr von Gebsattel ontving de IIIe Klasse met de Zwaarden en de Kroon en werd later bevorderd tot de IIe Klasse.
- Kolonel (later generaal-majoor) Hans Rittmeister von Hemmer van het Koninklijk Beierse Leger (1869–1931) ontving de IIIe Klasse met de Zwaarden en de strik op 15 mei 1915.
- Schout-bij-Nacht Franz von Hipper ontving de IIIe Klasse met de Zwaarden en de Kroon.
- Kolonel Richard Franz Joseph Haegele ontving de IIIe Klasse aan het zwart met witte oorlogslint met de Zwaarden, de strik op het lint en de Kroon op 14 december 1916.
- Kolonel Schmidt ontving op 22 december 1917 de IIIe Klasse aan het oorlogslint met de Zwaarden, de strik op het lint en de Kroon.
- Luitenant-kolonel Maercker ontving de IIIe Klasse met de Zwaarden en de Kroon nog op 16 November 1918, vijf dagen na de wapenstilstand en terwijl het Duitse leger voor een deel aan het muiten was geslagen.
- Ritmeester Manfred Albrecht Freiherr von Richthofen (1892–1918) beroemd en berucht als de "The Red Baron" ontving op 6 april 1918 de IIIe Klasse met de Zwaarden en de Kroon voor zijn unieke prestaties in de lucht. Hij had 70 vijandelijke vliegtuigen, vaak ongewapende verkenners, neergeschoten. Hij was daarmee een van de twee subalterne officieren die de Orde van de Rode Adelaar met de Zwaarden ontving. Dat een edelman van zijn rang en zijn militaire dienstgraad de kroon op het kruis van de IIIe Klasse kreeg was een compomis waaraan veel discussie vooraf was gegaan. Als "eenvoudig" vlieger kwam v. Richthofen niet in aanmerking voor het eikenloof bij het Pour le Mérite waarvoor hij door Ludendorff was voorgedragen. Daarvoor zou hij, zo meende de regering in de afwijzing van de voordracht, een veldslag hebben moeten winnen. In plaats daarvan ontving hij, als alternatief, de Orde van de Rode Adelaar met Kroon en Zwaarden ("Roter Adler Orden IIIer Klasse mit Krone und Schwertern") van Pruisen In deze vorm werd de onderscheiding slechts zesmaal uitgereikt.

Geëeerde buitenlanders
- John Schroers, Amerikaans onderwijspionier en directeur van de Saint Louis World's Fair, een in 1904 en 1906 gehouden Wereldtentoonstelling waaraan ook Duitsland deelnam ontving de IIIe Klasse op 23 februari 1905.
- Georg (Later koning George II van Griekenland), ontving de IIIe Klasse met de Zwaarden en de Kroon in 1913,
- Kolonel Klehmet ontving de IIIe Klasse met de strik van het zwart-witte oorlogslint en de Zwaarden op 25 mei 1918.
- Howard J. Rogers hoofd van de afdeling onderwijs en economie op de St. Louis Exhibition ontving de IIIe Klasse op 12 januari 1906.
- Mathew Kiely, hoofdcommissaris van Politie in Saint Louis in de Amerikaanse staat Missouri van 1901 tot 1906 ontving de IIIe Klasse als teken van dank voor zijn goede diensten tijdens het bezoek dat prins Hendrik van Pruisen in 1904 aan de Wereldtentoonstelling bracht.
- Luitenant-kolonel E.H. Swayne van de Somerset Light Infantry ontving de IIIe Klasse maar zonder de Zwaarden.

## Vierde Klasse of Ridder (1830–1918)
Geëeerde buitenlanders

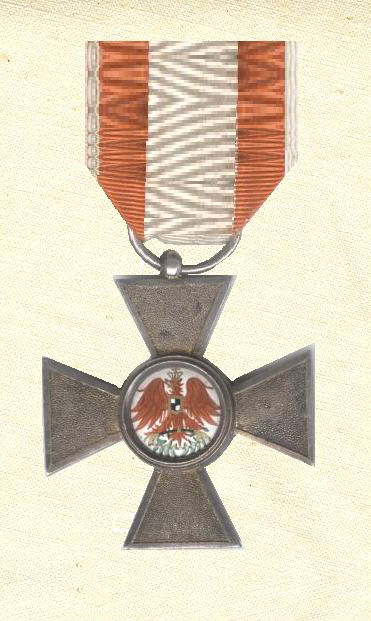
Orde van de Rode Adelaar IVe Klasse. Particuliere verzameling Groningen.

- Wijnand Nicolaas Clermont (1802-1879), Nederlands ondernemer, o.a. mede-oprichter Société Céramique te Maastricht

## De Afdeling voor Niet-christenen
De Afdeling voor Niet-christenen heeft van 1851 tot 1861 bestaan maar werd nooit formeel opgeheven.
Koning Friedrich Wilhelm IV van Pruisen had er geen bezwaar tegen om moslims en joden te decoreren, al was dat in de 18e eeuw nog ondenkbaar geweest, maar de protestantse vorst voelde er niet voor om een niet-christen een kruis, bij uitstek het symbool van de christelijke religie, aan een niet-gelovige uit te reiken of te laten uitreiken. Om dat te voorkomen werd op 26 februari 1851 een Afdeling voor Niet-christenen (Duits: "Abteilung für Nichtchristen") in vier klassen toegevoegd aan de Orde van de Rode Adelaar.

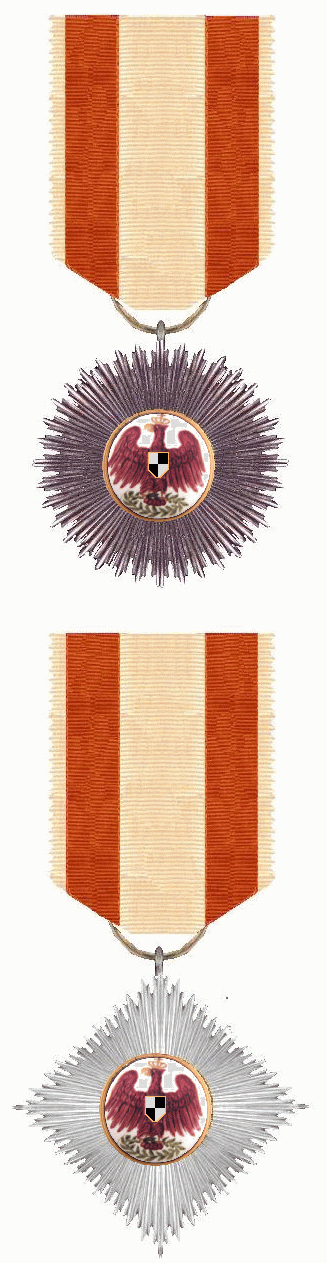
IVe en IIIe Klasse voor Niet-christenen

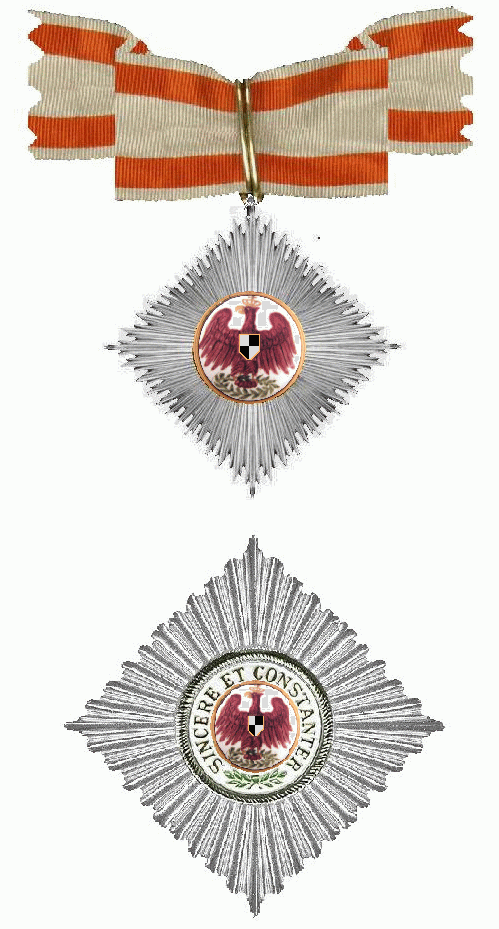
IIe Klasse met plaque voor Niet-christenen

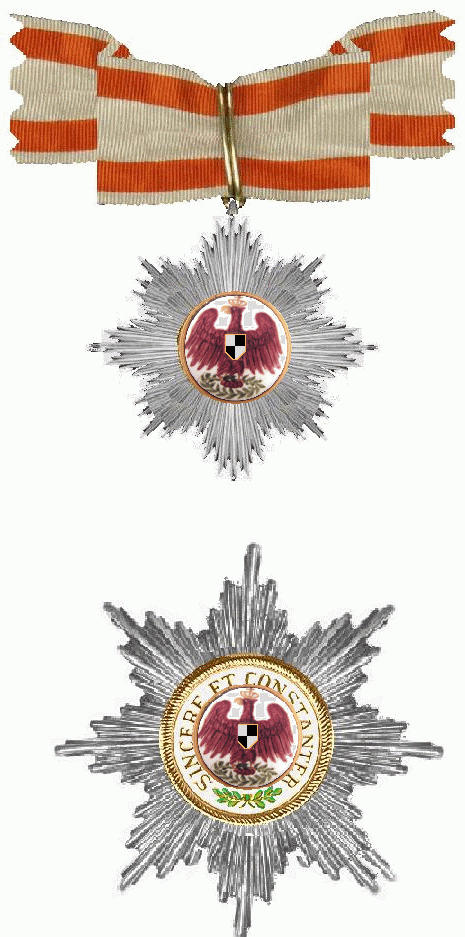
Ie Klasse met ster voor Niet-christenen in een uitvoering door juwelier Hossauer.

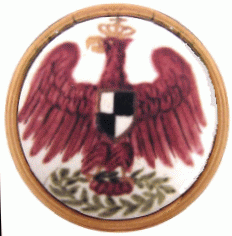
Rode Adelaar van het tweede type op emaille geschilderd in het atelier van Hossauer in Berlijn rond 1855

Ook in Rusland, een land waarmee het Pruisische koningshuis enge familiaire banden had werden versierselen voor niet-christenen uitgereikt aan de vele mohammedaanse onderdanen van de tsaar. De afbeeldingen van heiligen werden dan vervangen door de tweekoppige Russische adelaar.
Het handgeschilderde medaillon op de sterren en kleinoden is bij de Orde van de Rode Adelaar gelijk aan dat van de andere versierselen van de Orde ook al draagt de gouden beugelkroon op de kop van de rode adelaar een klein kruis. Het lint van de Afdeling voor Niet-christenen week niet af van de eerder ingestelde versierselen van de Orde van de Rode Adelaar.
De ster is gelijk aan die van de Ie Klasse voor christenen.
De zilveren plaque van de IIe Klasse wijkt af van het model voor christenen. Het wit geëmailleerde kruis dat op de plaque werd gelegd werd weggelaten.
- Ie Klasse. De dragers van deze met een Grootkruis gelijk te stellen onderscheiding droegen de ster van de orde in zilver en een afwijkend achtpuntig zilveren kleinood met fije stralen aan een oranjerood lint met twee witte strepen om de hals. Hier werd dus afgeweken van de draagwijze van de kruisen van de Ie Klasse voor christenen die aan een vijf vingers breed lint over de rechterschouder op de linkerheup werden gedragen.[4] De Turkse minister van Buitenlandse Zaken, Ali Pasha, was de eerste die met dit nieuw ontworpen versiersel werd gedecoreerd. Deze graad stond ondanks de afwijkende manier waarop het kleinood werd gedragen in het protocol gelijk aan die van een Grootkruis. Het dragen van versierselen aan een keten of een lint om de hals past beter bij de traditionele Arabische kleding zoals kaftan, djebella of bornoes. De Turken gingen in het midden van de 19e eeuw kleding en uniformen naar Europese snit dragen.

Andreas M. Schulze Ising vermeldt dat de Turkse staatsman Muzaffer Resi Pasha de ster van de Ie Klasse voor niet-christenen aan een grootlint droeg.
- IIe Klasse. De dragers droegen om de hals een ruitvormig zilveren kleinood met fijne stralen aan een lint dat drie vingers breed was. Op de linkerborst droegen zij een zilveren plaque zonder kruis. Deze graad stond in het protocol gelijk aan die van een grootofficier. Wanneer het Koning van Pruisen had behaagd om een IIe Klasse zonder de plaque uit te latren reiken kwam de onderscheiding overeen met die van een Commandeur in een andere ridderorde.
- IIIe Klasse. De dragers droegen op de linkerborst of in het knoopsgat een ruitvormig zilveren kleinood met fije stralen aan een lint dat twee vingers breed was. Het ruitvormige versiersel was gelijk aan dat van de IIe Klasse maar het was kleiner. Deze graad stond in het protocol gelijk aan die van een Officier in een andere ridderorde.
- IVe Klasse. De dragers droegen op de linkerborst of in het knoopsgat een rond zilveren kleinood met fijne stralen aan een lint dat twee vingers breed was. Het ronde versiersel was even groot als dat van de IIe Klasse. Deze graad stond in het protocol gelijk aan die van een Officier in een andere ridderorde.

Het Koninkrijk Pruisen onderhield buiten Europa vooral diplomatieke en commerciële relaties met het Osmaanse Rijk en het onderhorige maar in de praktijk zelfstandige Egypte. De bestuurders van deze landen waren vaak, maar niet altijd, moslims. De Turken en Egyptenaren hebben geen bezwaar gemaakt tegen deze ronde en ruitvormige versierselen maar de joodse onderdanen van de Pruisische koning en hun geloofsgenoten in Europa maakten bezwaar tegen een regeling die zij als een achterstelling zagen.
De Europese joden maakten en maken er geen bezwaar tegen om de kruisen van de orden van hun christelijke vorsten te dragen. Zij waren door de Franse Revolutie geëmancipeerd en accepteerden niet langer achterstellingen of wettelijke regels die speciaal met het oog op de joden werden opgesteld. De Oost-Europese joden waren niet zeer geëmancipeerd en hadden zich weinig geassimileerd. De Pruisische koning had ten gevolge van de Poolse deling veel orthodoxe joodse onderdanen in West-Pruisen. De joden in de grote Duitse steden waren vaak sterk geassimileerd, ook als zij aan hun godsdienstige overtuigingen vasthielden. Waar de Duitse bestuurders in het midden van de 19e eeuw in juridische zin over joden spraken bedoelden zij de religie, niet het volk. Een gedoopte jood kwam ook in de periode 1851 - 1861 net als andere christenen in aanmerking voor de kruisen van de Orde van de Rode Adeklaar.
De "General Ordenskommision" die de Orde van de Rode Adelaar bestuurde ontving verzoekschriften van joodse dragers waarin om toestemming werd gevraagd om het versiersel van de afdeling voor niet-christenen af te mogen leggen en te mogen vervangen door het gebruikelijke kruis en de gebruikelijke plaque van hun klasse. Koning Friedrich Wilhelm IV ging niet op de verzoeken van zijn Joodse onderdanen in. Op 7 oktober 1858 werd 's konings jongere broer Wilhelm regent van het Koninkrijk Pruisen omdat Friedrich Wilhelm IV na een paar beroertes niet meer kon spreken en ook verder niet meer in staat was om te regeren.
Wilhelm voelde zich niet vrij om de expliciete wens van zijn oudere broer en koning, dat niet-christenen niet met de kruisen van de Orde van de Orde van de Rode Adelaar zouden mogen worden gedecoreerd, te negeren. Ook hij gaf niet toe aan de bezwaren van de gedecoreerden.
Willem I volgde zijn broer na diens overlijden op 2 januari 1861 op. Al snel na de troonsbestijging gaf de nieuwe koning een vooraanstaande joodse koopman desgevraagd toestemming om het gebruikelijke kruis van de Orde van de Rode Adelaar te dragen.
De ambtenaren van de "General Ordenskommision" die optrad als de Pruisische Kanselarij van de Ridderorden, waren gewend om zeer nauwkeurig te werken en zij vroegen hun nieuwe koning hoe in de toekomst moest worden omgegaan met decoraties voor niet-christenen. De koning liet op 16 februari antwoorden dat "die alte Verfügung zu ignorieren sei". Er kwam geen nieuwe regeling maar de oude regeling van 26 februari 1851 moest worden "genegeerd". Dat betekende dat de niet-christenen vanaf februari 1861 kruisen kregen uitgereikt.
Op 5 juli 1861 deelde het Kabinet van de Koning mee dat de afdeling voor niet-christenen alleen nog na bijzondere aanwijzing van de koning zou worden uitgereikt. Het is dus mogelijk dat versierselen voor niet-christenen met zwaarden werden uitgereikt.
De decoraties voor niet-christenen zijn de meest zeldzame varianten van de Orde van de Rode Adelaar. In Europa werden duizenden benoemingen geregistreerd. Van de weinige onderscheidingen die buiten Europa zijn verleend zullen veel exemplaren verloren zijn gegaan.
De bewaard gebleven dagboeken van de juwelier Johann George Hossauer,"Goldschmied Seiner Majestät des Königs", vermelden drie sets versierselen van de Ie Klasse, vier sets van de IIe Klasse, geen versierselen van de IIIe Klasse en twaalf van de IVe Klasse.

### Uittreksel uit het dagboek van Johann George Hossauer
- Op 23 april 1855 bestelde Hofrat Peisker namens de General Ordenskommision zes kleinoden IVe Klasse voor niet-christenen.
- Op 14 september 1855 bestelde Hofrat Peisker namens de General Ordenskommision twee sterren Ie Klasse aan ringen en twee sterren van de IIe Klasse aan ringen. Verder "zwei dergl. und zwei dergl. mit Zahl für Nichtchristen" met de opdracht deze zo snel mogelijk te leveren. Op 29 september waren de versierselen gereed.
- Op 11 september 1855 werden Mustafa Nour-ed-din Bey, de Turkse keizerlijk eerste dragoman (tolk) en Mohamed Effendi, keizerlijk Turks onderstaatssecretaris van het Ministerie van Buitenlandse Zaken onderscheiden met de IIe Klasse met ster. De versierselen "mit Zahl" zullen een jubileumgetal hebben gedragen. Een dergelijk versiersel met het getal "50" wordt door Nimmergut afgebeeld in zijn catalogus.[8]
- Op 2 juli 1857 bestelde de General Ordenskommision een borstster (Bruststern) Ie Klasse voor niet-christenen en een ditto decoratie Ie Klasse om om de hals te dragen. De opdracht had wederom spoed. De beide onderscheidingen waren op 15 juni gereed. Op 26 juni 1857 ontving Kemal Effendi, de Turkse keizerlijke ambassadeur in Berlijn deze onderscheiding.
- Op 14 augustus 1857 bestelde de General Ordenskommision 2 Sterren IIe klas voor niet-christenen met het verzoek deze zo snel mogelijk te leveren. Ze kwamen op 22 augustus gereed. Een van deze sterren werd waarschijnlijk[9] op 11 augustus 1857 aan de Baron v. Rothschild, Köngl. Hof-Banquier in Frankfurt am Main toegekend.
- Op 17 mei 1858 bestelde de General Ordenskommision zesmaal de Orde van de Rode Adelaar IVe Klasse voor niet-christenen. De versierselen werden geleverd op 29 mei.

Omdat de versierselen van Hossauer vrij duur waren en de juwelier weigerde om kortingen te geven bij opdrachten voor meerdere kleinoden of sterren werden ook bij Humbert & Sohn in Berlijn goedkopere en eenvoudiger uitgevoerde onderscheidingen besteld. Het is mogelijk dat ook hij versierselen van de Afdeling voor Niet-christenen heeft geleverd. Er zijn volgens het dagboek dat door de juwelier zelf van zijn opdrachten werd bijgehouden door Hossauer geen versierselen der IIIe Klasse voor niet-christenen gefabriceerd, terwijl deze in de antiekhandel wel opduiken. De kruisen en sterren van Hossauer zijn herkenbaar aan zijn rechthoekige stempel en de emailleschildering die sterker naar purperrood zweemt dan bij de andere juweliers die in hun atelier rode adelaars lieten schilderen.
Het Grootkruis van de Orde van de Rode Adelaar werd in 1861 ter gelegenheid van de kroning van Wilhelm I tot koning van Pruisen ingesteld. Deze gouden ster en het kostbare versiersel met de rood geëmailleerde adelaars in de armen van het kruis bestaat niet in een variant voor niet-christenen. Ook de versierselen met zwaarden werden in 1861 ingevoerd en dergelijke versierselen kunnen in theorie ook als ruit of cirkel zijn uitgevoerd voor de te decoreren niet-christenen. De catalogus van Nimmergut noemt dergelijke versierselen niet.
De versierselen voor niet-christenen zijn van zilver en goud gemaakt. Goedkopere verguld zilveren kleinoden zoald die wel aan christenen werden uitgereikt zijn in deze afdeling niet bekend. Nimmergut beeld een kleinood der IVBe Klasse af met het jubileumsgetal "50" aan de draagring.

## Bijzondere uitvoeringen van deze ridderorde
De Orde van de Rode Adelaar werd in vier klassen en na 1861 ook als grootkruis verleend. Om bijzondere gelegenheden recht te doen werden er veel bijzondere uitvoeringen van deze orde gemaakt:

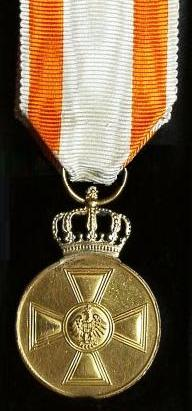
De medaille

- Met een koningskroon boven het kruis. (1849)

De kroon boven het kruis was een zeer exclusieve onderscheiding. De meeste van deze gouden kronen, die één geheel vormen met het kruis, werden aan prinsen uit het Huis Hohenzollern verleend.Ook hoge generaals en admiralen kregen soms een versiersel met een kroon.
Er zijn 92 grootkruisen met kroon waarvan ongeveer de helft ook het eikenloof droeg, bekend.
- Met zwaarden. (sinds 1848 voor verdienste in oorlogstijd)
- Met eikenloof (voor die ridders der eerste en tweede klasse die tot die rang waren bevorderd en dus al lid van de orde waren)
- Met briljanten (Grootkruis en Eerste Klasse)
- Met de geëmailleerde linten van kroonorde of de Huisorde van Hohenzollern om het kruis der eerste klasse gebonden.
- Met het Johanniterkruis
- Met zwaarden aan de ring (voor militairen die ook de rang daaronder al met zwaarden was toegekend)
- Dienstjubilea werden met de getallen 50,60 of zelfs 70 aangeduid.
- Met een strik boven het kruis voor de dragers van de derde klasse (1832) die ook al de vierde klasse hadden bezeten. Deze strik was in oorlogstijd zwart en wit, in vredestijd oranje en wit.

Al deze versies, er zijn 118 combinaties bekend, maken de Orde van de Rode Adelaar een begeerd verzamelobject. De kleur van de adelaar veranderde in de loop der jaren ook. Kruisen met een purperen of lila adelaar, zoals die in het midden van de 19e eeuw werden geschilderd zijn zeer gezocht.
In 1861 werd de Koninklijke Pruisische Kroonorde ingesteld. In de jaren daarna werd de Orde van de Rode Adelaar steeds minder verleend. De gangbare praktijk was dat de Rode Adelaar aan ambtenaren en officieren voorbehouden was, de Kroonorde was er voor burgers.
Een Medaille van de Rode Adelaar Orde (Duits: Roter Adler Orden Medaille) werd tussen 1842 en 1871 toegekend wanneer het verlenen van de vierde klasse aan niet-Pruisische militairen ongewenst was. Na 1871 werd deze medaille alleen aan vreemdelingen verleend.

## Voetnoten
1. ↑  Hüsken, A. (2001). Katalog der Orden, Ehrenzeichen und Auszeichnungen des Kurfürstentums Brandenburg, der Markgrafschaften Brandenburg‑Ansbach und Brandenburg‑Bayreuth, des Königreiches Preußen, der Republik Preußen unter Berücksichtigung des Deutschen Reiches. Band 1: Kurfürstentum Brandenburg, Markgrafschaft Brandenburg‑Ansbach, Markgrafschaft Brandenburg‑Bayreuth, Orden des Königreiches Preußen (320 p., ISBN 3‑89757‑136‑6). Hamburg: H. M. Hauschild GmbH.
2. ↑  New York Times
3. ↑  Zie
4. ↑  Dr. Peter Sauerwald
5. ↑  Andreas M. Schulze Ising op http://www.medalnet.net/Nichtchristen_Roter_Adler.htm
6. ↑  Andreas M. Schulze Ising op
7. 1 2  Andreas M. Schulze Ising
8. ↑  Nimmergut 2001/2002 Nr. 1714
9. ↑  Hossauer
10. ↑  Nimmergut
11. ↑  Nimmergut No. 1714
12. ↑  Dr. P. Sauerwald: Die Königliche Krone zum Roten-Adler-Orden, Teil II., in: BDOS (Hrsg.), Orden und Ehrenzeichen, BDOS Jahrbuch 2000, S. 62 ff.